# Arapiraca
Arapiraca város Brazíliában, Alagoas államban. Lakosainak száma 234 696 fő (2022). Arapiraca Igaci, Lagoa da Canoa, Limoeiro de Anadia, Junqueiro, São Sebastião, Craíbas, Coité do Nóia és Feira Grande községekkel határos.

## Népesség
A település népességének változása:
| Lakosok száma | 214 006 | 234 309 | 234 696 |
|               | 2000    | 2021    | 2022    |